# Подлєсна Ганна Макарівна
Ганна Макарівна Подлєсна (22 листопада 1939, Українська РСР — 3 січня 2014) — радянський і український звукооператор, звукорежисер.

## Життєпис
Народилася в родині службовця. Закінчила Ленінградський інститут кіноінженерів (1975).
Працювала на Одеській кіностудії.
Була членом Національної Спілки кінематографістів України.

## Фільмографія
Оформила фільми:
- «Капітан Немо» (1975, т/ф, 3 с, асистент А. Подлєсного)
- «Фантазії Веснухіна» (1976)
- «Дійові особи» (1977)
- «По вулицях комод водили» (1978)
- «Петля Оріона» (1979)
- «Довгий шлях в лабіринті» (1981, т/ф)
- «Бій на перехресті» (1982)
- «Я, син трудового народу...» (1983)
- «Подвиг Одеси» (1985)
- «Мільйон у шлюбному кошику» (1985)
- «Точка повернення» (1986)
- «В'язень замку Іф» (1988)
- «Зла казка» (1989)
- «Мистецтво жити в Одесі» (1989)
- «Час перевертня» (1990)
- «Ай лав ю, Петровичу!» (1990, т/ф)
- «Господня риба» (1991)
- «Сім днів з російською красунею» (1991)
- «Собачі ворота» (1991)
- «У російському стилі» (1991)
- «Хочу вашого чоловіка» (1992)
- «Тарганячі перегони» (1993)
- «Наліт» (1995)

та інші.